# Halluin

Halluin este o comună în departamentul Nord, Franța. În 1 ianuarie 2022 avea o populație de 20.684 de locuitori.